# Султан Аль-Брейк
Султан Хуссейн Аль-Брейк (араб. سلطان حسين البريك; нар. 7 квітня 1996, Катар) — катарський футболіст, захисник «Ад-Духаїля» та національної збірної Катару.

## Клубна кар'єра
Вихованець молодіжної академії «Аспайр». У листопаді 2015 року відправився в оренду до «Культураль Леонеси», який належить катарській футбольній академії «Аспайр». Потім повернувся на батьківщину, де виступав за «Аль-Вакру». У 2017 році перейшов спочатку в оренду до «Ад-Духаїля», а згодом підписав контракт з вище вказаним клубом.

## Кар'єра в збірній
Виступав за юнацьку, молодіжну та олімпійську збірні Катару.
У футболці національної збірної Катару дебютував 11 вересня 2018 року в переможному (3:0) домашньому товариському поєдинку проти Палестини. Султан вийшов на поле на 72-й хвилині, замінивши Акрама Афіфа.

## Титули і досягнення
- Чемпіон Катару: 2017/18, 2018/19, 2022/23
- Володар Кубка Еміра Катару: 2018, 2019, 2022
- Володар Кубка наслідного принца Катару: 2018, 2023
- Володар Кубка зірок Катару: 2022/23, 2024/25

Збірні
- Переможець Юнацького (U-19) кубка Азії: 2014
- Володар Кубка Азії (2): 2019, 2024